# Liste des Messerschmitt Bf 109 sauvegardés
Le Messerschmitt Bf 109 était un avion de chasse allemand de la Seconde Guerre mondiale. C'était l'un des premiers vrais chasseurs modernes de l'époque, apportant quelques nouveautés intéressantes, telles qu'une construction monocoque « tout-en-métal », une verrière fermée et un train d'atterrissage rétractable.
Le Bf 109 a été l'avion de chasse le plus produit durant la Seconde Guerre mondiale, avec 30 753 exemplaires produits pendant le conflit, ainsi que le chasseur le plus produit de l'histoire, avec un total de 33 984 unités produites au mois d'avril 1945.

## Histoire
L'Espagne signa des accords avec la société Messerschmitt en 1942 pour produire sous licence le Bf 109G-2 et reçut l'outillage et les gabarits en préparation du lancement de sa production, sous forme de quelque 25 fuselages incomplets et assemblages d'ailes. Étant donné le caractère prioritaire de la Luftwaffe, Messerschmitt ne fut pas en mesure de superviser le démarrage de la ligne de production. De plus, Hispano Aviación ne put pas acquérir le moteur Daimler-Benz DB 605 du Bf 109, principalement en raison des restrictions de temps de guerre. Ce ne fut donc pas avant 1947 que l'on put voir l'usine fabriquer des cellules complètes. En vue de remplacer de manière comparable le moteur DB-605A, le Hispano-Suiza 12Z-17 fut adapté à cet avion. Les appareils équipés ainsi prirent l'appellation de HA-1109-K1L. 65 exemplaires en seront produits. En 1954 Hispano Aviación redessina la cellule pour pouvoir intégrer un nouveau moteur plus intéressant, le Rolls-Royce Merlin 500-45, et produira le HA-1112-M1L. La production des Hispano Aviación HA-1109 et HA-1112 Buchon se terminera en 1958, cependant l'Espagne continuera d'utiliser opérationnellement le HA-1112 jusqu'à la fin de l'année 1967.
En 1946, la Tchécoslovaquie redémarra la chaîne de production fermée de Messerschmitt et la confia à la compagnie Avia, une division des ateliers Škoda, à Prague, utilisant les gabarits originaux et composant avec un nombre assez important de cellules inachevées. De 1946 à 1949, environ 550 cellules furent achevées, dénommées Avia S-99 (es), ressemblant à un Bf 109G-14, et Avia S-199 (moteur Jumo). À cause d'un incendie dans l'entrepôt principal, un nombre important de moteurs DB 605 furent perdus et, en remplacement, une quantité importante de Junkers Jumo 211 fut dénichée. Contrairement à l'un ou l'autre des DB 605 originaux ou des Rolls-Royce Merlin, le couple de ce moteur de remplacement était extrêmement important, impliquant un grand taux de pertes de cet appareil. La production s'arrêta en 1948, et la Garde de sécurité nationale tchécoslovaque retira du service actif le dernier des S-199 en 1957.
Après la guerre, outre les forces aériennes espagnole et tchécoslovaque, les forces aériennes finlandaise et suisse continuèrent à garder le Bf 109 opérationnel jusqu'à la fin des années 1950. L'État naissant d'Israël commanda 25 Avia S-199 (23 seront livrés) quand, en raison d'un embargo, il lui sera impossible d'acquérir des avions de l'extérieur. L'État d'Israël retira ses avions du service au début de l'année 1949.
Entre 1945 et 1948, la plupart des Bf 109 furent mis à la ferraille ou détruits. Seuls quelques exemplaires furent conservés comme trophées de guerre ou pour servir de modèles techniques pour des études à-venir. Pour les vingt-trois années à suivre, ils allaient être la première génération de Bf 109 survivants.
En 1967, les producteurs du film La Bataille d'Angleterre eurent besoin d'un grand nombre d'appareils pour pouvoir les utiliser à l'écran. Heureusement pour eux, la force aérienne espagnole commençait tout-juste à retirer du service ses HA-1112 et un accord put être conclu pour utiliser ces avions. La Commemorative Air Force avait, elle-aussi, commandé de nombreux exemplaires du HA-1112. Ces appareils furent également loués pour accompagner les autres dans la réalisation du film. Pour les trente-cinq années à-venir, ces BF-109 espagnols étaient la banque d'accessoires favorite des réalisateurs de films sur l'aviation de la Deuxième Guerre mondiale, parmi lesquels Guerre et Passion, Memphis Belle, Pilotes de choix et Piece of Cake (en), pour ne citer que les plus célèbres.
Dès la fin de l'année 1988, parmi les quelques exemplaires de la Seconde Guerre mondiale s'étant écrasés en Russie, certains furent récupérés pour être restaurés. D'autres exemplaires des premières versions du Bf 109 furent découverts sur des sites de crash en France et en Italie (ainsi que plusieurs avions récupérés là où ils avaient été enterrés en Allemagne). Ces appareils, dont l'historique de combat est bien connu sont la base d'un nouveau mouvement de récupération/restauration de Bf-109, avec probablement un lot de nouvelles découvertes à venir.
Environ une vingtaine des Bf 109 survivants au XXIe siècle ont servi à un moment donné dans l'escadre de chasse Jagdgeschwader 5, plus qu'aucune autre unité d'aviation militaire de l'Axe existante au cours de la Seconde Guerre mondiale.

## Liste

### Afrique du Sud
En exposition

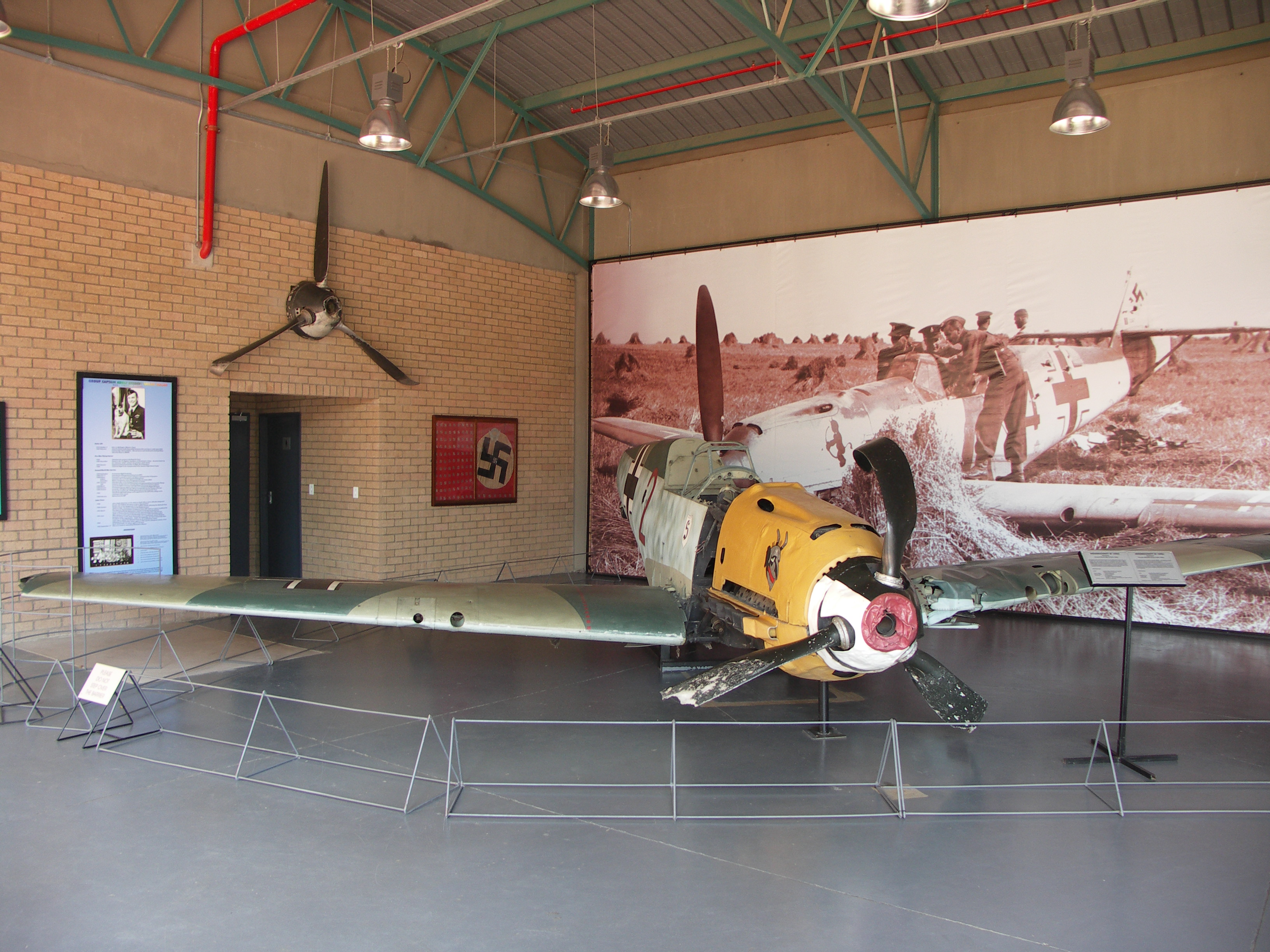
Bf 109 E-3, 1289

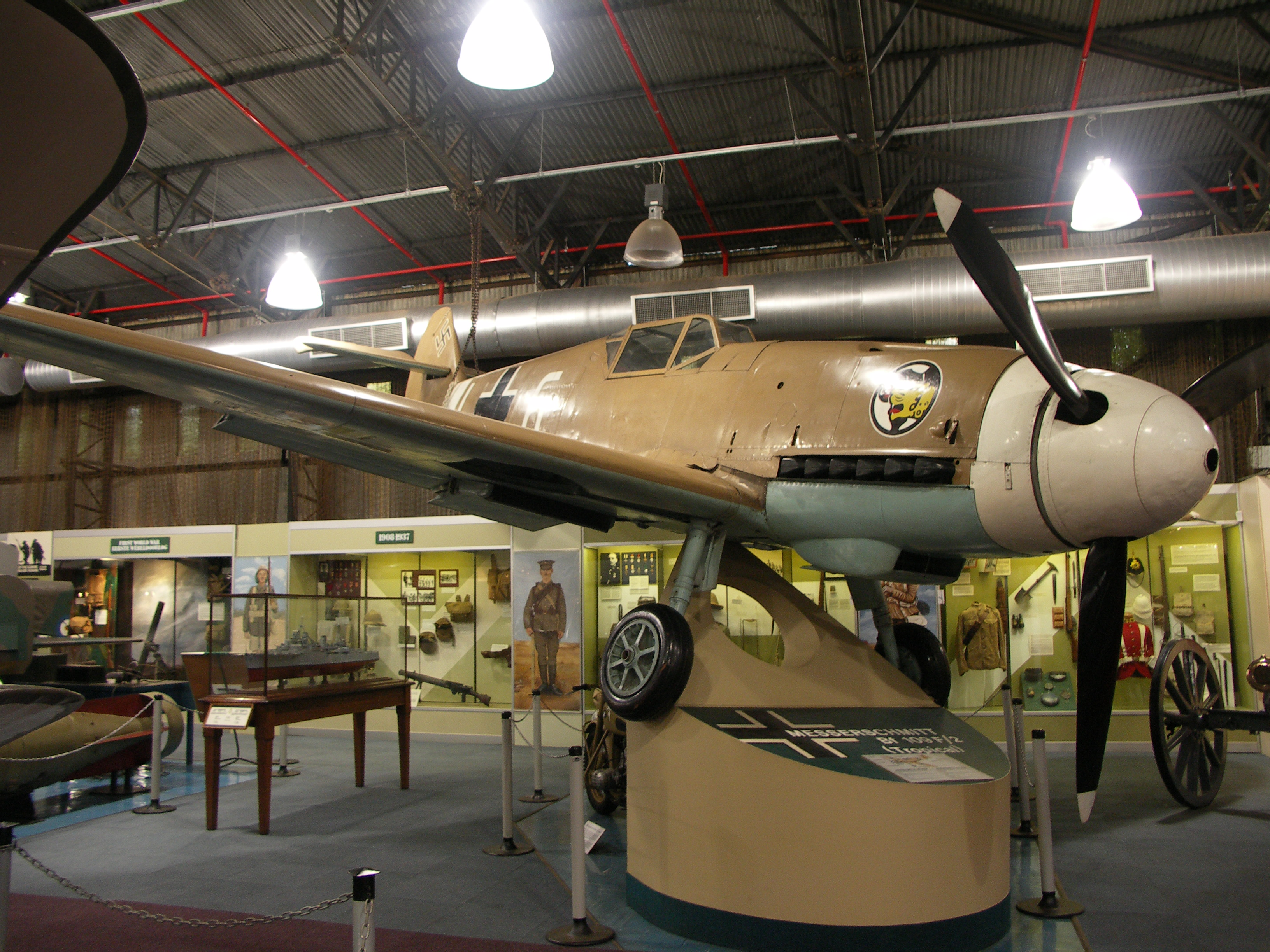
Bf 109 F-2 trop Blanc 6 au South African National Museum of Military History

- Bf 109 E-3 1289, ex-SH + FA, ex-2./JG 26 (Schlageter) Rouge 2, South African National Museum of Military History (en), Johannesburg[2]
- Bf 109 F-2 trop, n° de série inconnu, ex-I./JG 27 Blanc 6, South African National Museum of Military History, Johannesburg[3].

### Allemagne

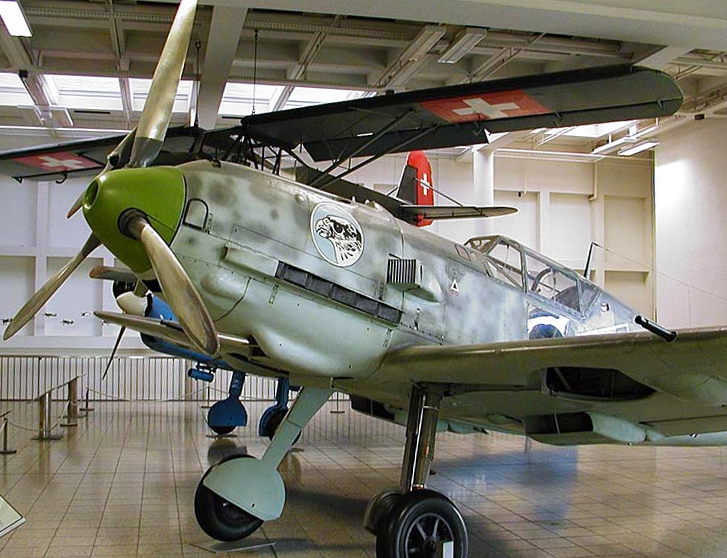
Bf 109 E-1 790.

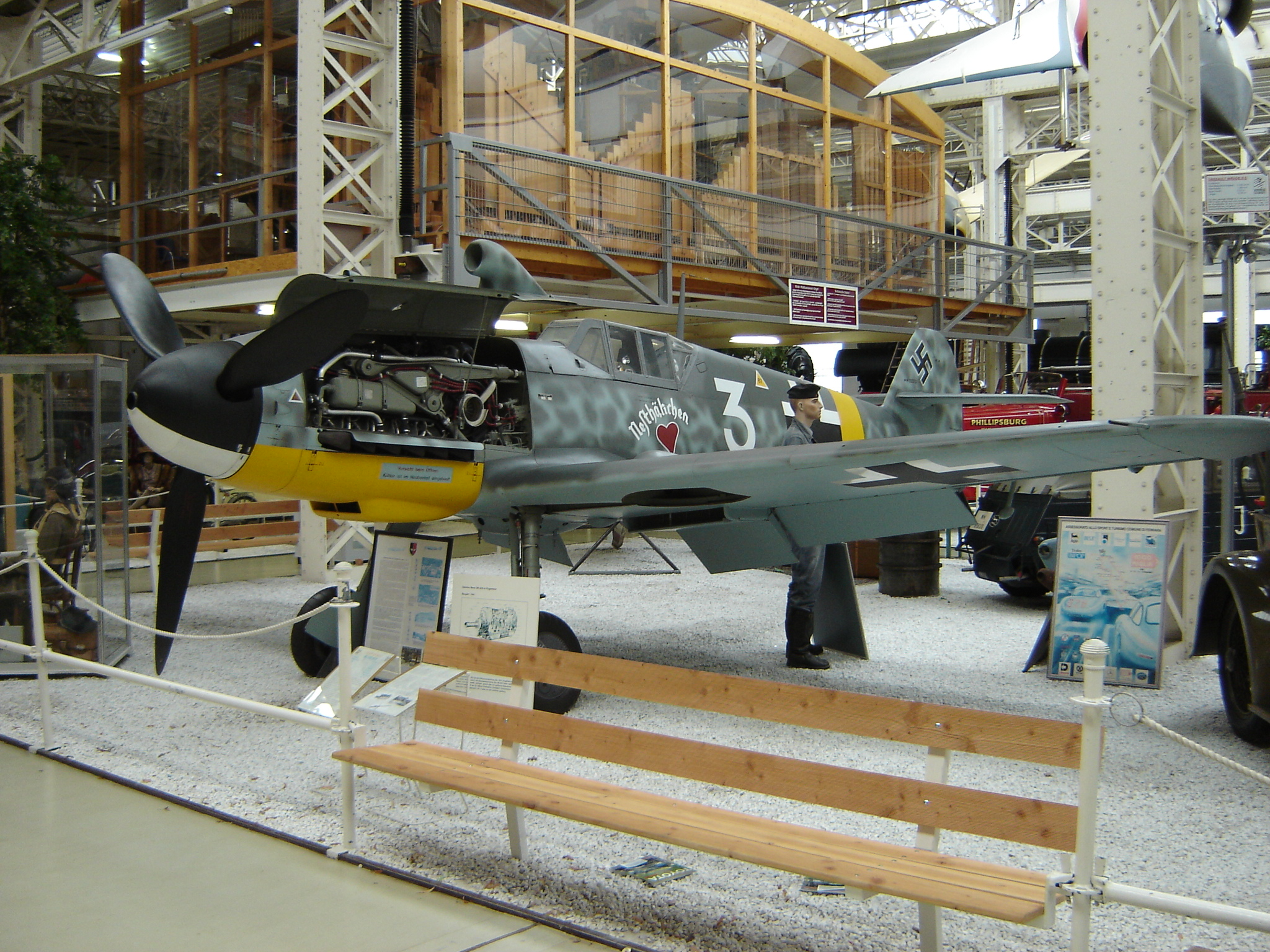
Bf 109 G-4 19310 Blanc 3 au musée des techniques de Spire.

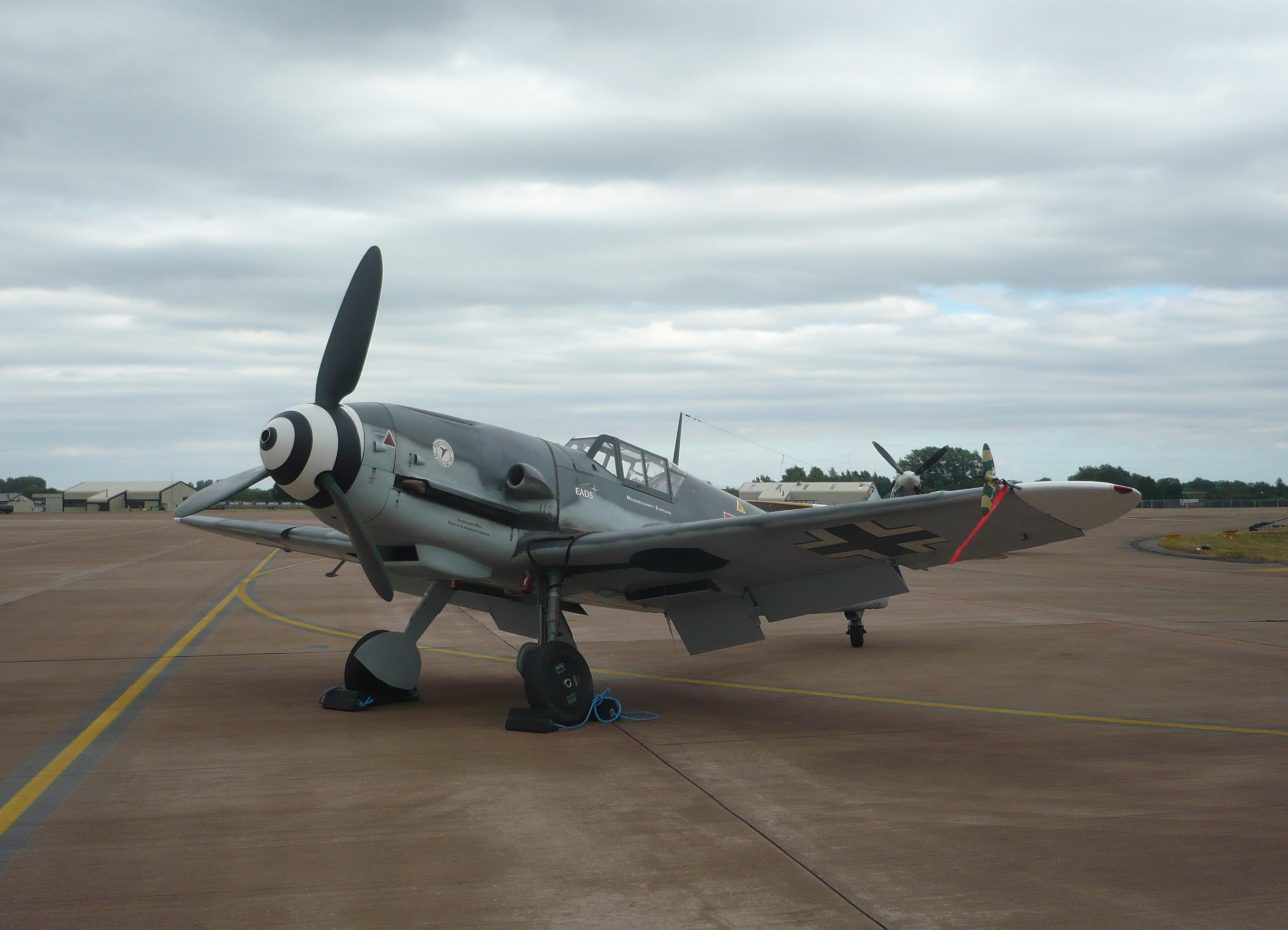
D-FWME (FW-ME), un Bf 109 G-4, au RIAT 2010.

#### En état de vol
- Bf 109 G-10 w/n inconnu (D-FDME), Noir 2 + -, EADS / fondation Messerschmitt[4],[5]
- HA-1112-M1L c/n 139 C4K-75 (D-FWME), film : La Bataille d'Angleterre Jaune 11,  Red 7 + - , compagnie aérienne Messerschmitt, re-engined with DB605[6],[7].
- HA-1112-M1L c/n 156 C.4K-87 (D-FMBB), FM+BB, EADS / fondation Messerschmitt, reconstruit avec un moteur DB-605[8].

#### En exposition
- Bf 109 E-1 790, ex-J/88 (en)/2 (Légion Condor) 6-106, un ancien Bf 109 E-3, anciennement le n° C4E-106 des forces aériennes espagnoles,  ← + - [9],/ Deutsches Museum, Munich[10],[11],[12],[13],
- Bf 109 E-3 1407, ex-2./JG 77 Noir 2, anciennement un Bf 109E-4, ex-14/JG 77 Rouge 5, Musée allemand des techniques de Berlin.
- Bf 109 G-2 Trop 14753, anciennement 1./JG 27 Blanc 3, Luftfahrtmuseum, Hannover-Laatzen[14]
- Bf 109 G-4 19310, anciennement BH+XN, anciennement 4./JG 52 Blanc 3 Nesthäkchen - crashé le 20 mars 1943, musée des techniques de Spire[15],[16].
- HA-1109-K1L C.4J-??, Jaune 4 Luftwaffen Museum, Gatow, reconstruit en-tant que Bf 109G-2 avec un moteur DB-605[17]
- HA-1109-K1L c/n 54 C.4J-??, musée Messerschmitt, Manching
- HA-1112-M1L c/n 194 C.4K-134, film : La Bataille d'Angleterre, anciennement appartenant au Victory Air Museum, en exposition limitée au Wittmundhafen AB, marqué Noir 12) a été reconstruit avec un moteur DB-605
- HA-1112-M1L c/n 228 C.4K-170 (N170BG), film : La Bataille d'Angleterre Jaune <, film: Patton (en-tant que P-51 B) 743652, Jaune 4 + -, musée automobile et technologique de Sinsheim, a été reconstruit avec un moteur DB-605[18],[19].
- HA-1112-M1L c/n 213 C.4K-1?? (D-FEHD), Noir 15 , fondation Messerschmitt[20].

#### Stockés ou en cours de restauration
- Bf 109B/V10a 1010 (D-IAKO), Oberschleißheim, Munich
- Bf 109 F-2 8993, anciennement GC+KQ, anciennement 2./JG 3, ancien Bf 109 F-4, anciennement JG 54 Blanc 2, anciennement 9/III JG 5 Jaune 3 (pilote Obgfr. Eugen Britz) - crashé le 3 avril 1943, Jaune 3[21]
- Bf 109 G-2 13605, Jaune 12
- Bf 109 G-6 410077 (VH-BFG), anciennement "RK+FY", anciennement IV./JG 54 <+

### Australie
En exposition

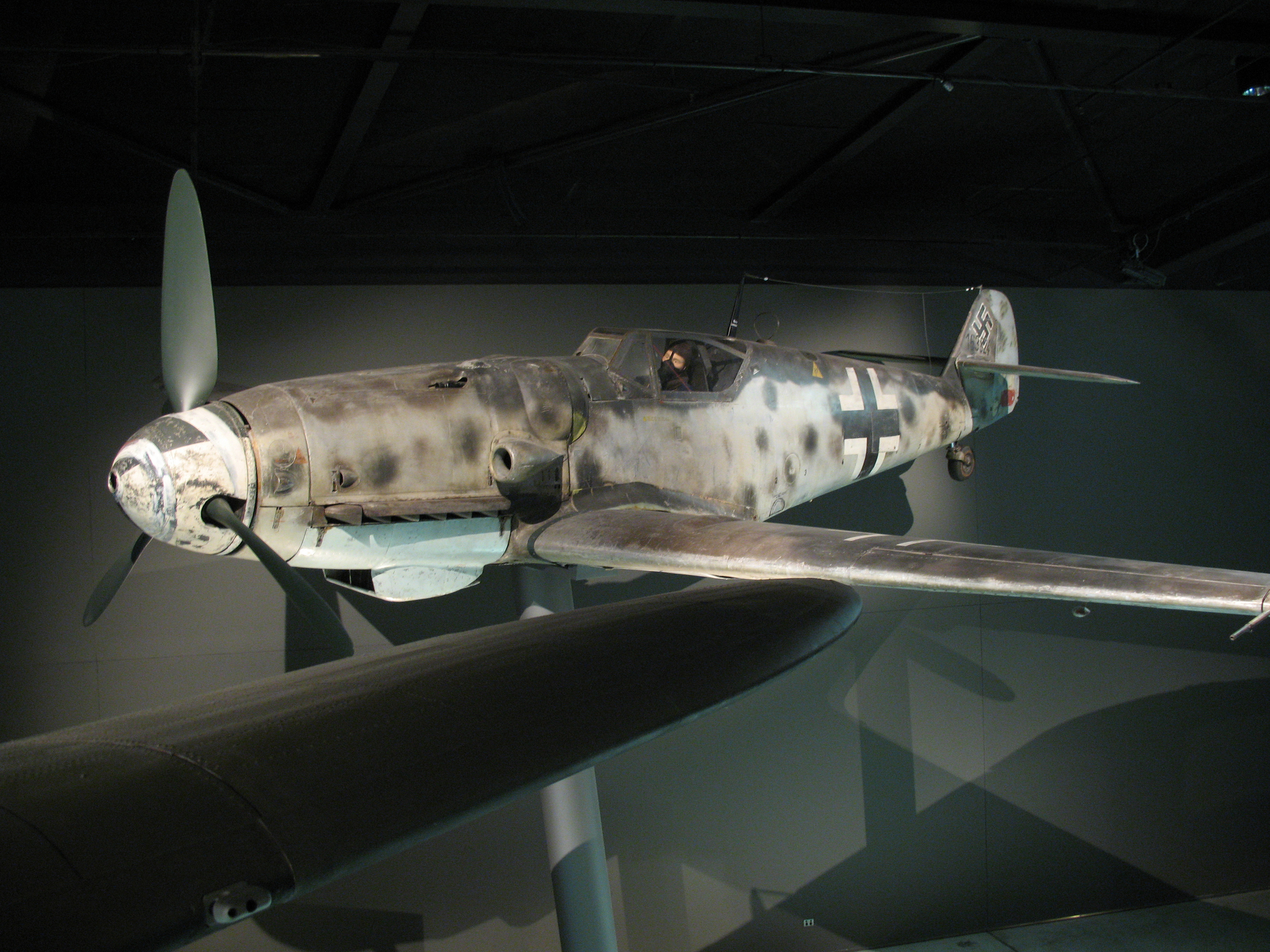
Bf 109 G-6/U4 au Australian War Memorial, Canberra

- Bf 109 G-6/U4 163824 (G-SMIT, anciennement NF+FY), Australian War Memorial, Canberra.

C'est le dernier exemplaire au monde à toujours être revêtu de son camouflage et de ses marquages d'origine : un camouflage de chasseur de jour de 1944, avec quelques variations résultant des entretiens et des réparations courantes (en fait, une aile a été remplacée). D'après Michael Nelmes, un connaisseur qui est capable de détailler l'histoire de n'importe quel avion de l'Australian War Memorial (AWM), ce Bf 109 particulier fut vendu en 1963 par l'AWM à un membre de l'Illawarra Flying club à Bankstown pour la somme de 100 livres sterling. Après il passa par les mains du collectionneur Sid Marshall, qui accrocha son appareil dans son hangar, où il resta jusqu'à sa mort. Ensuite, il fut vendu en 1979 à un collectionneur d'avions anglais pour la coquette somme de 10 000 $. Cette transaction fut stoppée net par les douanes australiennes, celle-ci étant considérée comme illégale. Dans les notes concernant le camouflage se trouve mentionné : « Avant sa tentative d'exportation, l'avion a été recouvert d'un film plastique de protection qui a été peint en couleur argent, sans doute pour le faire passer pour un Mustang. La majeure partie en a été enlevée au moment où il est venu au musée. »
- Bf 109 G-2 14798 (VH-EIN), anciennement GJ+QP, ex 8./JG 5 Noir 10, Christopher Kelly, Seaforth (en).

### Autriche
En exposition
- Bf 109 G-14 784993 anciennement IV./JG 53 Blanc 13, Aviaticum Wiener Neustadt[23].

### Belgique

#### En état de vol
- HA-1112-M1L c/n 201 C.4K-131 (OO-MAF), film : La Bataille d'Angleterre, appartenant anciennement au Victory Air Museum,  Blanc 1 Sabine, collection Eric Vormezeele, Brasschaat[24].

#### Stockés ou en cours de restauration
- Bf 109 F-4 w/rn inconnu, ex-JG 5 Blanc 4[25].

### Brésil
En exposition

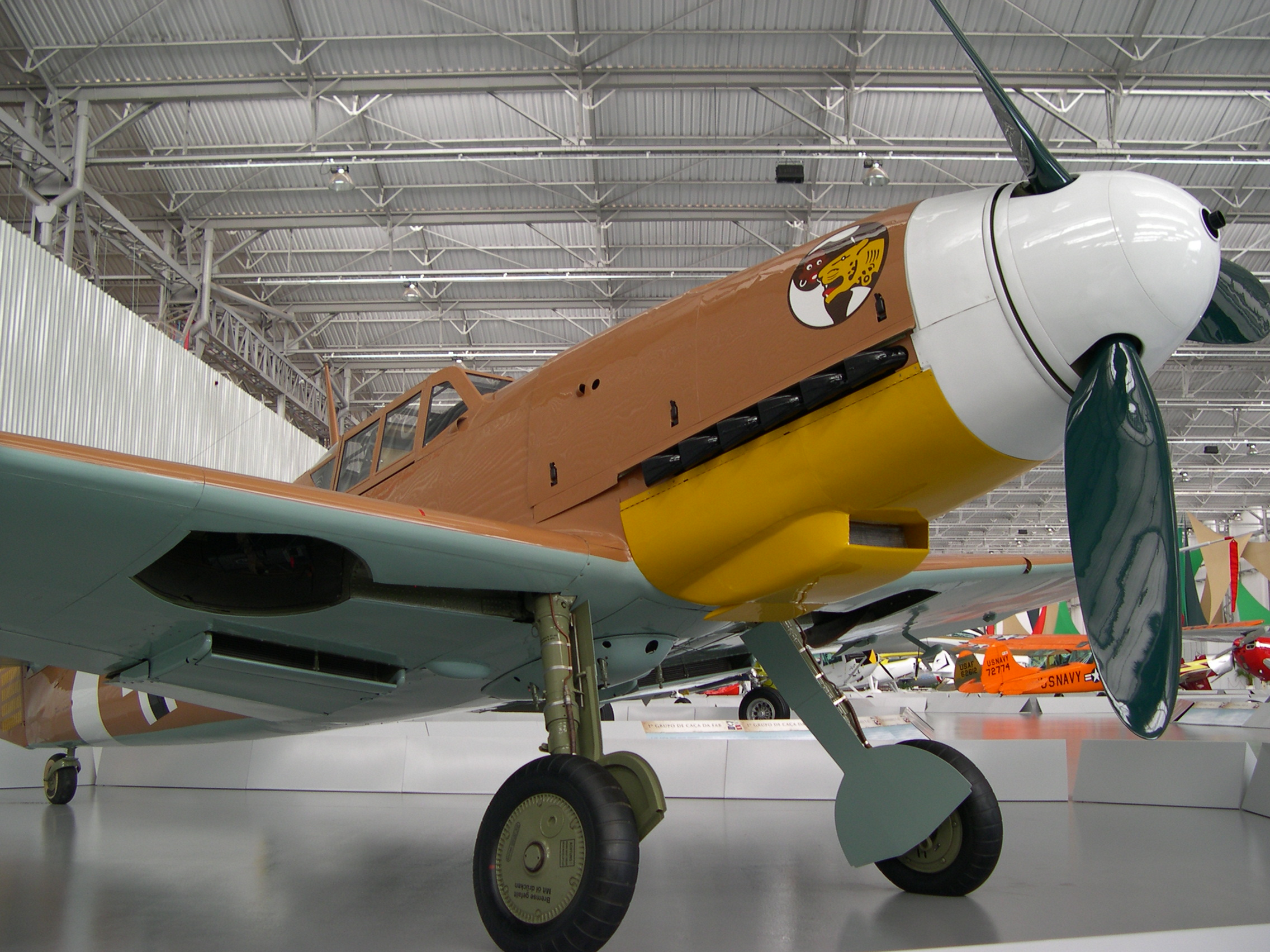
Bf 109 G-2 Jaune 14 au Museu TAM, Brésil

- Bf 109 G-2, 14256, Jaune 14, Museu TAM[26], São Carlos[27],[28]. Aux couleurs de l'as Hans-Joachim Marseille.

### Canada

#### En état de vol
- Bf 109 E-3 3579 (CF-EML), ex-JG 2 Blanc 14, ex-Bf 109E-7 4/JG 5 Blanc 7 - écrasé le 2 août 1942, The Russell Group, Ontario[29],[30]

#### En exposition
- Bf 109 F-4 10132[31], Canada Aviation and Space Museum, Rockcliffe (en), Ontario[32].
- HA-1112-M1L c/n 164 C.4K-114, ex 471 Sq 471-28, ex-7 Sq 7-82, film : La Bataille d'Angleterre, 471-28, exposé temporairement au Western Canada Aviation Museum[33].

### Espagne
En exposition

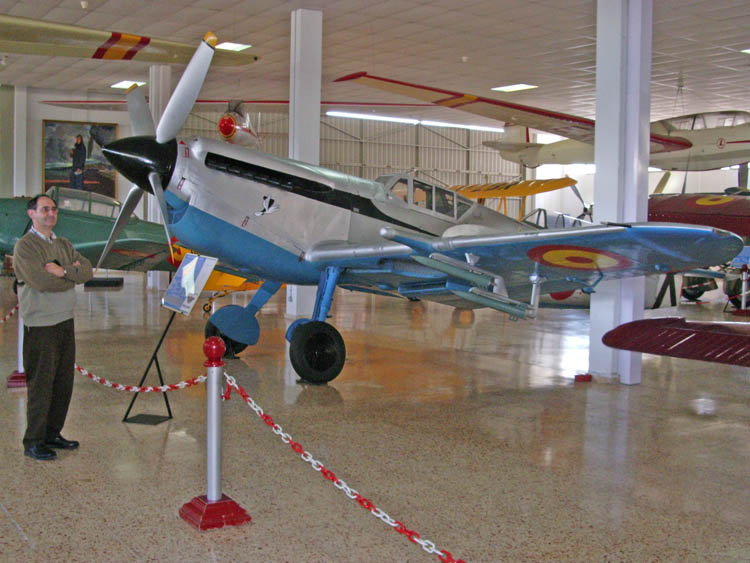
Hispano Aviación HA-1112-M1L Buchon avec la peinture originelle de l'armée de l'air espagnole, conservé au Museo del Aire, Madrid

- HA-1109-K1L c/n 56 C.4J-10, ex-94 Sq 94-28, Museo del Aire, Madrid[34]
- HA-1112-M1L c/n 211 C.4K-148, ex-471 Sq 471-23, Museo del Aire, Madrid[35].

### États-Unis

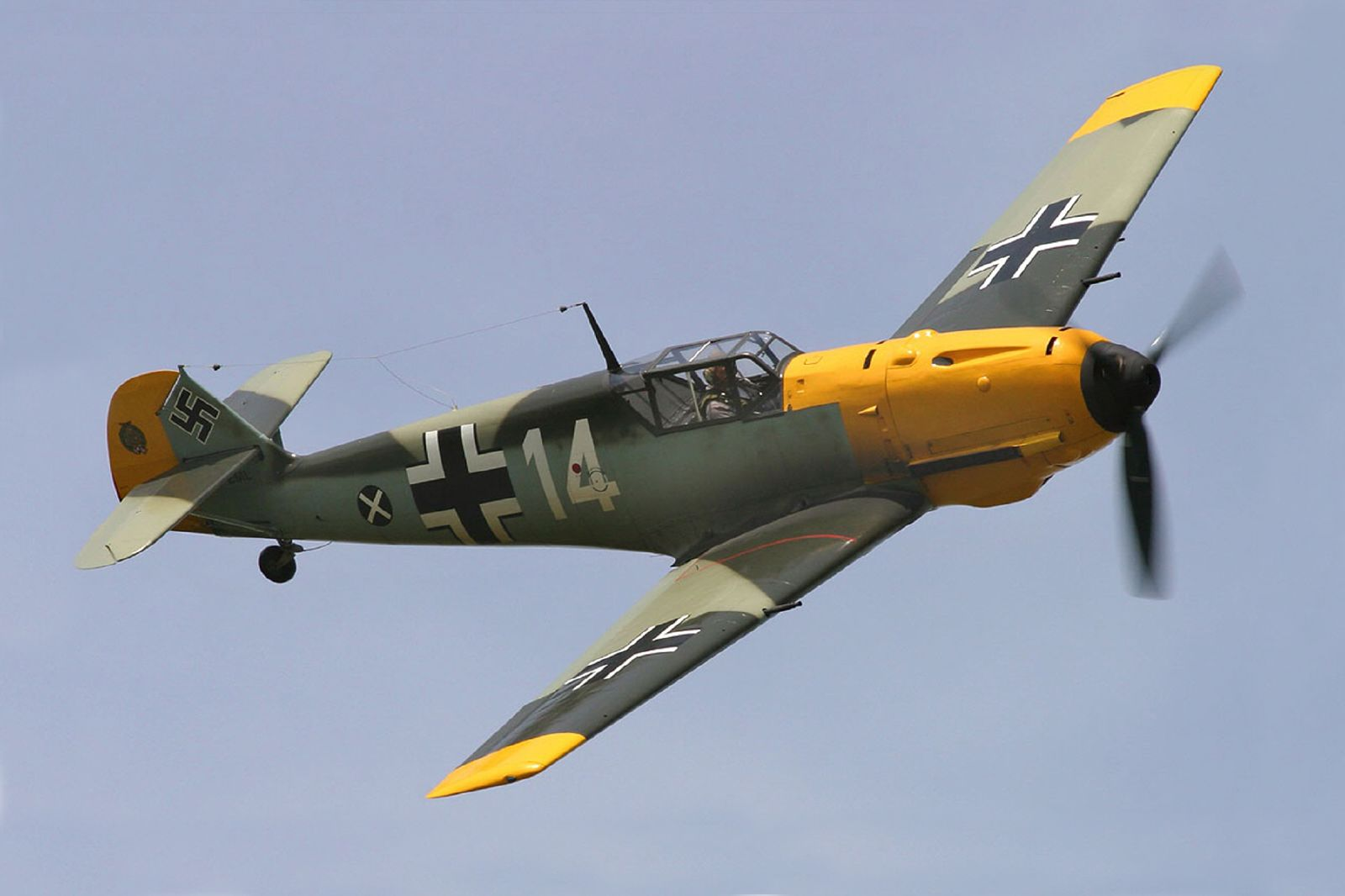
Bf 109 E-3 3579

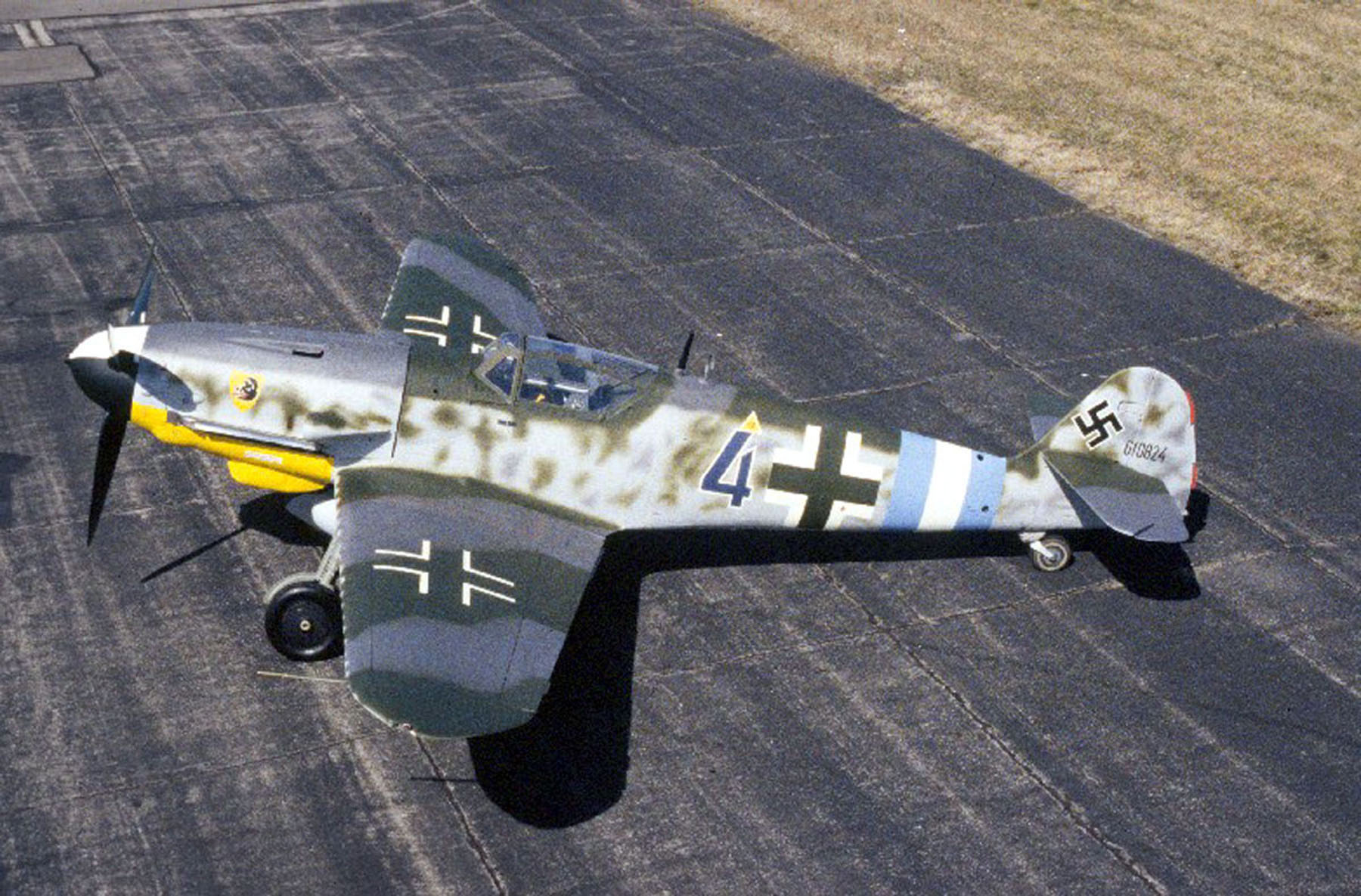
Bf 109 G-10 610824 Bleu 4 au National Museum of the United States Air Force.

#### En état de vol
- Bf 109 E-3 1342 (N342FH), ex-6./JG 51 Jaune 8 (Pilot: Eduard Hemmerling) - crashé le 29 juillet 1940, Flying Heritage Collection, Everett, Washington[36].
- Bf 109 G-14 610937 (N109EV), ex-Bf 109 G-10/U-4, ex-armée de l'air bulgare, ex-armée de l'air tchécoslovaque 9664, 172 Group / 83rd SQ 44, Vert[37], Evergreen Aviation Museum, McMinnville, Oregon[38],[39],[40].
- HA-1112-M1L c/n 234 C.4K-169 (N109W), film : La Bataille d'Angleterre Rouge 5, ← + - , Harold Kindsvater, Castle Air Force Base, Californie
- HA-1112-M1L c/n 235 C.4K-172 (N109GU), film : La Bataille d'Angleterre, ex-Victory Air Museum,  ← + - , Cavanaugh Flight Museum (en), Addison, Texas[41],[42],[43].

#### En exposition
- Bf 109 E-7 5975, ex-6./JG 5 Jaune 4 - abattu le 10 mai 1942, Mighty Eighth Air Force Museum (en), Savannah, Georgie[44].
- Bf 109 G-6 trop 160163, ex-KT+LL, ex-3./JG 4 Jaune 4, ex-USAAF FE-496, Blanc 2, National Air & Space Museum, Washington DC[45],[46],[47].
- Bf 109 G-6 610824 (N109MS), ex-II./JG 52 Noir 2, ex-USAAF FE-124, T2-124, Bleu 4[48],National Museum of the United States Air Force, Wright-Patterson AFB, Ohio[49],[50].
- Bf 109 G-10/U4 611943, ex-II./JG 52 Jaune 13, ex-USAAF FE-122, T2-122 Jaune 13, Planes of Fame, Valle, Arizona[51],[52].
- HA-1112-M1L c/n 120 C.4K-77 (N700E), Jaune 3, Planes of Fame, Chino, Californie.
- HA-1112-M1L c/n 171 C.4K-100 (N76GE), ex-71 Sq. "71-9", film : La Bataille d'Angleterre Rouge 13,  C.4K-19 71-9  Kalamazoo Aviation History Museum (de), Portage, Michigan[53].
- HA-1112-M1L c/n 186 C.4K-122 (N109J), film : La Bataille d'Angleterre Jaune 7, + |, Museum of Flight, Seattle, Washington, reconstruit comme Bf 109E with DB601 engine[54],[55].
- HA-1112-M1L c/n 193 C.4K-130 (N90602), film : La Bataille d'Angleterre, Tillamook Air Museum, Tillamook, Oregon[56]
- HA-1112-M1L c/n 199 C.4K-127 (N109BF), film : La Bataille d'Angleterre - Hurricane MI-S, ex-Edwards Collection, Yellow 1 + ← , EAA Aviation Museum, Oshkosh Wisconsin[57].

#### Stockés ou en cours de restauration
- Bf 109 E-3 2023, ex-Bf 109E-7, ex-8./JG 5 Noir 9 (pilot Ofw. Walter Sommer) - crashé le 27 mai 1943, Military Aviation Museum (en)[58]Virginia Beach, Virginie.
- Bf 109 F-4 8461, ex-5./JG 27, Malcolm Laing[59].
- Bf 109 F-4 10144, ex-6./JG 5 Jaune 7 (pilot Fw. Albert Brunner) - crashé le 5 septembre 1942, Air Assets International, Lafayette, Colorado.
- Bf 109 G-2 10394, ex-6./JG 5 Jaune 2 (pilot Fw. Erwin Fahldieck) - crashé le 29 avril 1943, Malcolm Laing, Texas.
- Bf 109 G-2 13500, ex-II./JG ? Rouge 4.
- HA-1112-M1L c/n 133 C.4K-64 (N109FF), ex-USAFM, <<+-, Military Aviation Museum (en), Virginia Beach, Virginie, motorisé avec un DB605
- Bf 109 F-4 10212, ex-JG 5, Air Assets International, Lafayette, Colorado.
- Bf 109 F-4 10256, ex-11./JG 5 <, Air Assets International, Lafayette, Colorado.
- Bf 109 F-4 10276, ex-JG 5, Air Assets International, Lafayette, Colorado.
- Bf 109 G-2 13927, ex-6./JG 5 Jaune 6
- HA-1112-M1L c/n inconnu C.4K-30, ex-471 Sq 471-26, film : La Bataille d'Angleterre, Edwards Collection, Wilson Edwards, Big Spring, Texas.
- HA-1112-M1L c/n 129 C.4K-61 (G-AWHE), film : La Bataille d'Angleterre, Edwards Collection, Wilson Edwards, Big Spring Texas
- HA-1112-M1L c/n 137 C.4K-116 (N6109), Quantico, Virginie.
- HA-1112-M1L c/n 145 C.4K-105 (N6036), film : La Bataille d'Angleterre Rouge 4, ex-Edwards Collection, Richard Hansen, Batavia, Illinois.
- HA-1112-M1L c/n inconnu C.4K-111, ex-471 Sq 471-15, film : La Bataille d'Angleterre, Edwards Collection, Wilson Edwards, Big Spring, Texas.
- HA-1112-M1L c/n 166 C.4K-106 (N90607), film : La Bataille d'Angleterre Jaune 8, Edwards Collection, Wilson Edwards, Big Spring (Texas).
- HA-1112-M1L c/n 187 C.4K-99 (N90604), ex-7 Sq 7-77, film : La Bataille d'Angleterre Yellow 5, Edwards Collection, Wilson Edwards, Big Spring (Texas).
- HA-1112-M1L c/n 190 C.4K-126 (N90603), film : La Bataille d'Angleterre Rouge 9, Edwards Collection, Wilson Edwards, Big Spring (Texas).
- HA-1112-M1L c/n 195 C.4K-135, film : La Bataille d'Angleterre, ex-Victory Air Museum, Saint-Louis (Missouri).
- HA-1112-M1L c/n 220 C.4K-152 (N4109G), film : La Bataille d'Angleterre Blanc 5, Edwards Collection, Wilson Edwards, Big Spring (Texas).
- HA-1112-M1L c/n 223 C.4K-154, film : La Bataille d'Angleterre, Edwards Collection, Wilson Edwards, Big Spring (Texas).
- HA-1112-M1L c/n 178 C.4K-178, film : La Bataille d'Angleterre, ex-Victory Air Museum, The 1941 Historical Aircraft Group, Geneseo (New York), reconstruit avec un moteur DB601N.
- HA-1112-M4L c/n inconnu C.4K-112, Accepté : Armée de l'air espagnole, Assigné : 7 Sqd (codes :7 - 92), Assigné : 40 Sqd (codes : 40 - 2), film : La Bataille d'Angleterre (marquages: Rouge 11), Vendu: 1970 Wilson Edwards (N1109G) actuellement stocké au sein de l'Edwards Collection, Wilson Edwards, Big Spring (Texas) marqué Rouge 11)

### Finlande

#### En exposition
- Bf 109 F-4 7108, anciennement NE+ML, ex-9./JG 5, Central Finland Aviation Museum, Tikkakoski[60].
- Bf 109 G-6 14743, anciennement RJ+SM, anciennement forces aériennes finlandaises MT-208, Finnish Aviation Museum, Helsinki-Vantaa Airport[61]
- Bf 109 G-6/U2 165227, anciennement BV+UE, anciennement forces aériennes finlandaises MT-452 Jaune 4, Suomen Ilmailumuseo, Utti.
- Bf 109 G-6/Y 167271, anciennement VO+GI, anciennement forces aériennes Finlandaises MT-507 Jaune 0, Central Finland Aviation Museum (FAM), Tikkakoski[62],[63].

#### Stockés ou en cours de restauration
- Bf 109 E-3 3285, anciennement un Bf 109E-7, ex-4./JG 5 Noir 12, Blanc 4, Jaune 2, Musée des forces aériennes finlandaises, Tikkakoski

### France

#### En exposition
- HA-1109-K1L Tripala, c/n 54, avec un moteur DB605 à la place du Hispano-Suiza 12Z-17 d'origine, Aeroscopia, Toulouse-Blagnac.

#### Stockés ou en cours de restauration
- Bf 109 G-6 26129 anciennement RV+IS, ex-II./JG 54 Noir 3, Aéronautique provençale
- Bf 109 G-2 Trop WNr 14658, Montélimar

### Israël
En exposition

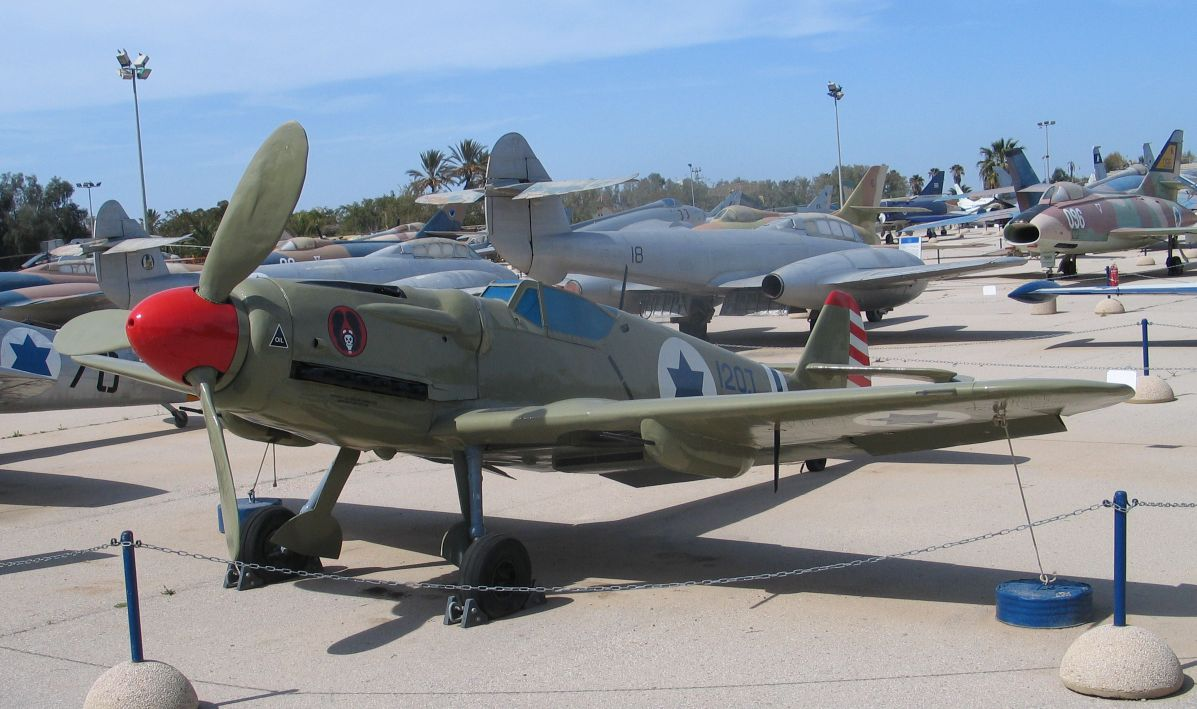
S-199 782358 IAFM

- S-199 782358, anciennement appartenant aux forces aériennes israéliennes sous le code D 112, musée de la force aérienne israélienne, base aérienne Hatzerim[64].

### Norvège
Stockés ou en cours de restauration
- Bf 109 G-2/R1 13470, anciennement CI+KS, anciennement 8./JG 5 Blanc 4, Norsk Luftfartsmuseum, Bodo[65]
- Bf 109 G-1/R2 14141, anciennement DG+UF, anciennement 2./JG 5 Noir 6, Sola[66].

### Pays-Bas
En exposition
- Bf 109 G-5 15343, anciennement 5./JG 53 Noir 11, musée de l'aviation de Seppe, Breda[67].
- Bf 109 G-6 15678 anciennement 9./JG 54 Marron 7 - crashé en juillet 1943, fuselage seulement au musée du mur de l'Atlantique

### Pologne

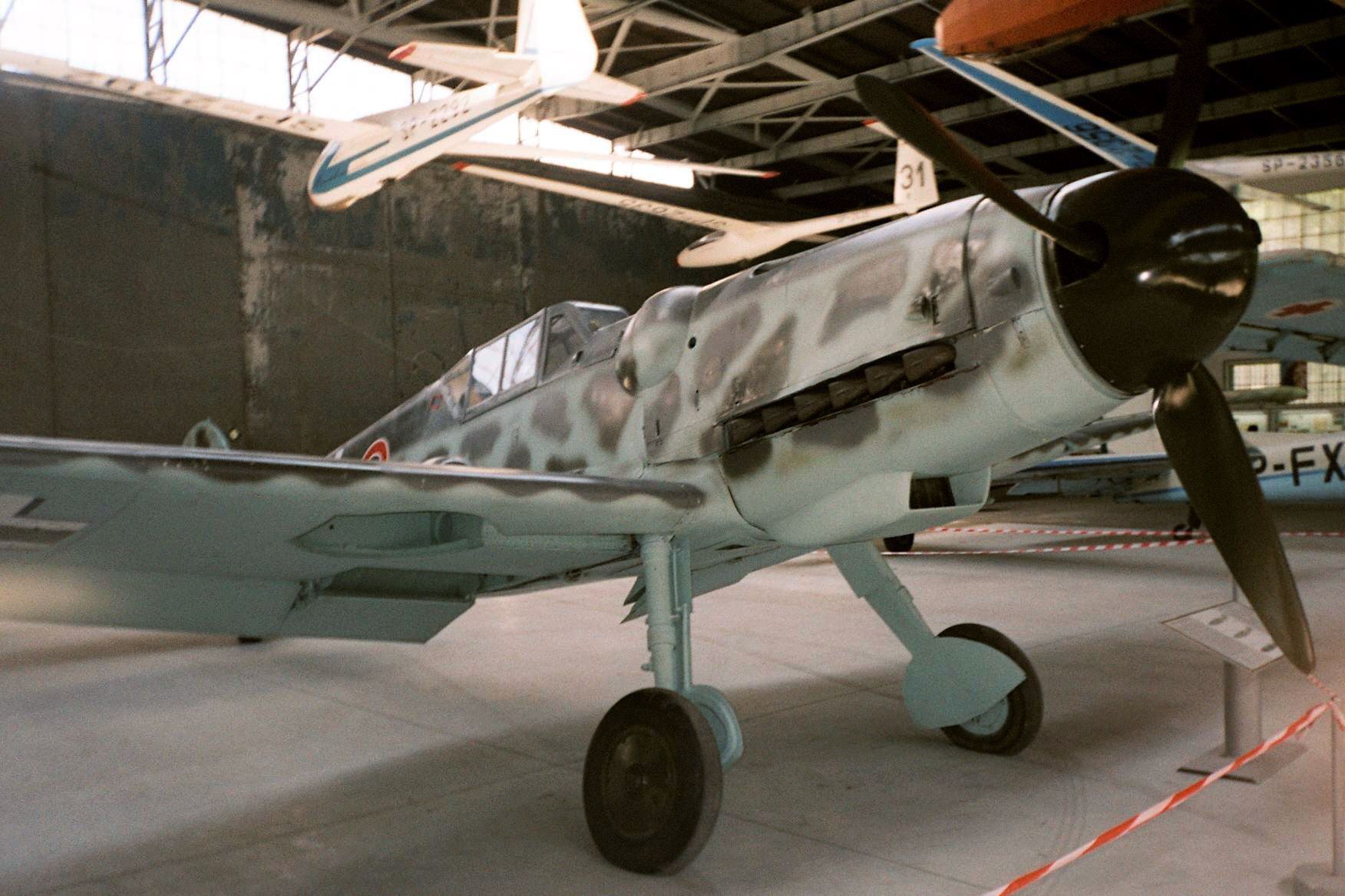
Bf 109 G-6 163306 Rouge 3 à Fundacja Polskie Orły

#### En état de vol
- Bf 109 G-6 163306, anciennement RQ+DR, ex-JGr. West Rouge 3 - crashé le 28 mai 1944, Fundacja Polskie Orły, Varsovie[68],[69],[70],[71],[72]

#### Stockés ou en cours de restauration
- Bf 109 E-3 1185, anciennement un Bf 109 E-6, Lotnictwa Astronautyki Museum, Cracovie

### Royaume-Uni

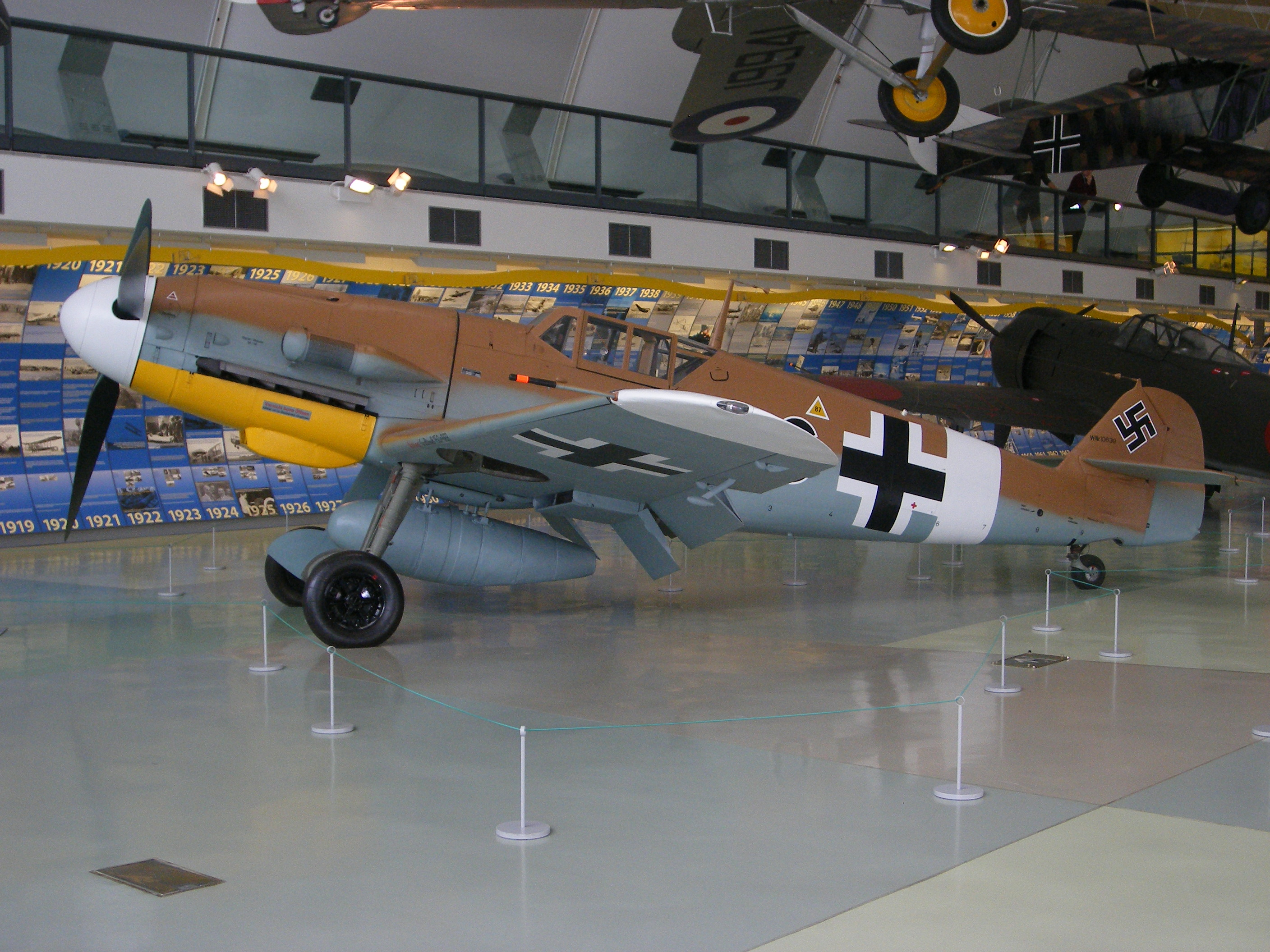
Bf 109 G-2 trop 10639 Noir 6 au RAF Museum - Hendon

#### En état de vol
- HA-1112-M1L c/n 67 C.4K-31 (N109ME), film : La Bataille d'Angleterre Rouge 8, Jaune 14 Duxford[73],[74].
- HA-1112-M1L c/n 144 C.4K-162
- HA-1112-M1L c/n 172 C.4K-102 (G-BWUE), film : La Bataille d'Angleterre Rouge 7, Rouge 1, Spitfire Ltd, Jersey[75].

#### En exposition
- Bf 109 E-3 1190, ex-Bf109E-4/N, ex-4./JG 26 Blanc 4[76], Imperial War Museum Duxford[77],[78],[79]
- Bf 109 E-3 4101, ex-GH+DX, ex-6./JG 52 Jaune 8, ex-2/JG51 Noir 12, ex-RAF DG200, ex-No. 1426 Flight RAF (en) (the Rafwaffe), utilisé dans le film La Bataille d'Angleterre, Noir 12, RAF Museum[80] Hendon[81],[82],[83]
- Bf 109 G-2 trop 10639 (G-USTV), ex-PG+QJ, ex-III./JG 77 Noir 6, ex-3 Sdn RAAF "CV-V", ex-RAF RN228 No.1426 Flight (Enemy Aircraft), Noir 6, Royal Air Force Museum London[84],[85],[86]. L'avion était le seul au monde en état de vol jusqu'au 12 octobre 1997 quand il se retourna à l'atterrissage après avoir rencontré des problèmes moteur. Le pilote Sir John Allison (en) ne fut pas blessé dans l'accident. L'appareil fut sauvé et restauré pour une exposition statique.
- Bf 109 E-4 4853, ex-2./JG 51, épave exposé au Kent Battle of Britain Museum (en), Hawkinge.

#### Stockés ou en cours de restauration
- Bf 109 E-1 Wknr inconnu, ex-armée de l'air espagnole C4E-88, Robs Lamplough, Hungerford
- Bf 109 E-1 854, Charleston Aviation Services
- Bf 109 E-3 1983, ex-5./JG 5 Rouge ?, Charleston Aviation Services, Colchester
- Bf 109 E-3 3523, ex-CS + AJ, ex-Bf 109E-7, ex-5/JG 5 Rouge 6, Jim Pearce, Sussex
- Bf 109 E-3 4034 (G-CDTI), ex-1/JG 77, ex-8/JG 53 Noir 5, Noir 6 - crashé le 11 février 1940, Rare Aero Ltd, Jersey[87]
- Bf 109 F-4 7485, ex-9./JG 5 Noir 1, Charleston Aviation Services
- Bf 109 F-4 8347, ex-6./JG 54 Jaune 10, Charleston Aviation Services
- Bf 109 G-2 15458, Charleston Aviation Services
- Bf 109 G-6 15458, ex-8./JG 1 Noir 10, ex-III/JG 1, CW Tomkins Ltd

### Russie

#### En exposition
- Bf 109 G-2 14658, ex-KG-WF, ex-6./JG 5 Jaune 2, musée des forces aériennes de la Flotte du nord, Severomorsk
- Bf 109 G-6 411768 ex-FN + RX, ex-RW + ZI, ex-II./JG 5 Noir 1, musée technique Vadim Zadorozny, Moscou[88]

#### Stockés ou en cours de restauration
- Bf109 F-4/Z 7504, ex-7./JG 3 Blanc 10 + | (pilote Fw. Rudolf Berg) - crashé le 28 mars 1943[89]
- Bf 109 G-2 13427, ex-9./JG 5 Jaune 2, Russie.

### Serbie
En exposition

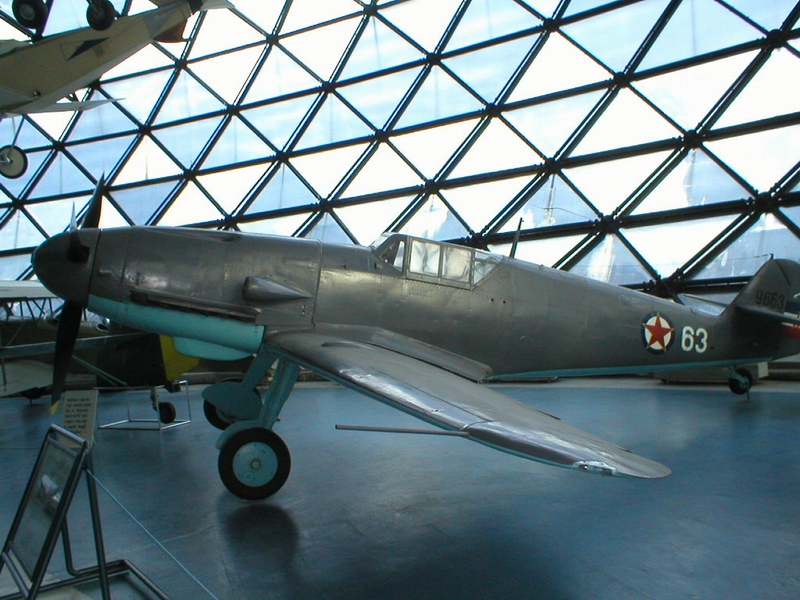
Bf 109 G-2 14792 au musée de l'aviation de Belgrade

- Bf 109 G-2 14792, ex-GJ + QJ, ex-Yugoslavian AF 9663 63, 63, musée de l'aviation de Belgrade[90],[91],[92].

### Suisse
En exposition
- Bf 109 E-3 2242, ex-Troupes d'aviation suisses, J-355, Flieger Flab Museum, Dübendorf[93],[94],[95],[96].

### République tchèque
En exposition

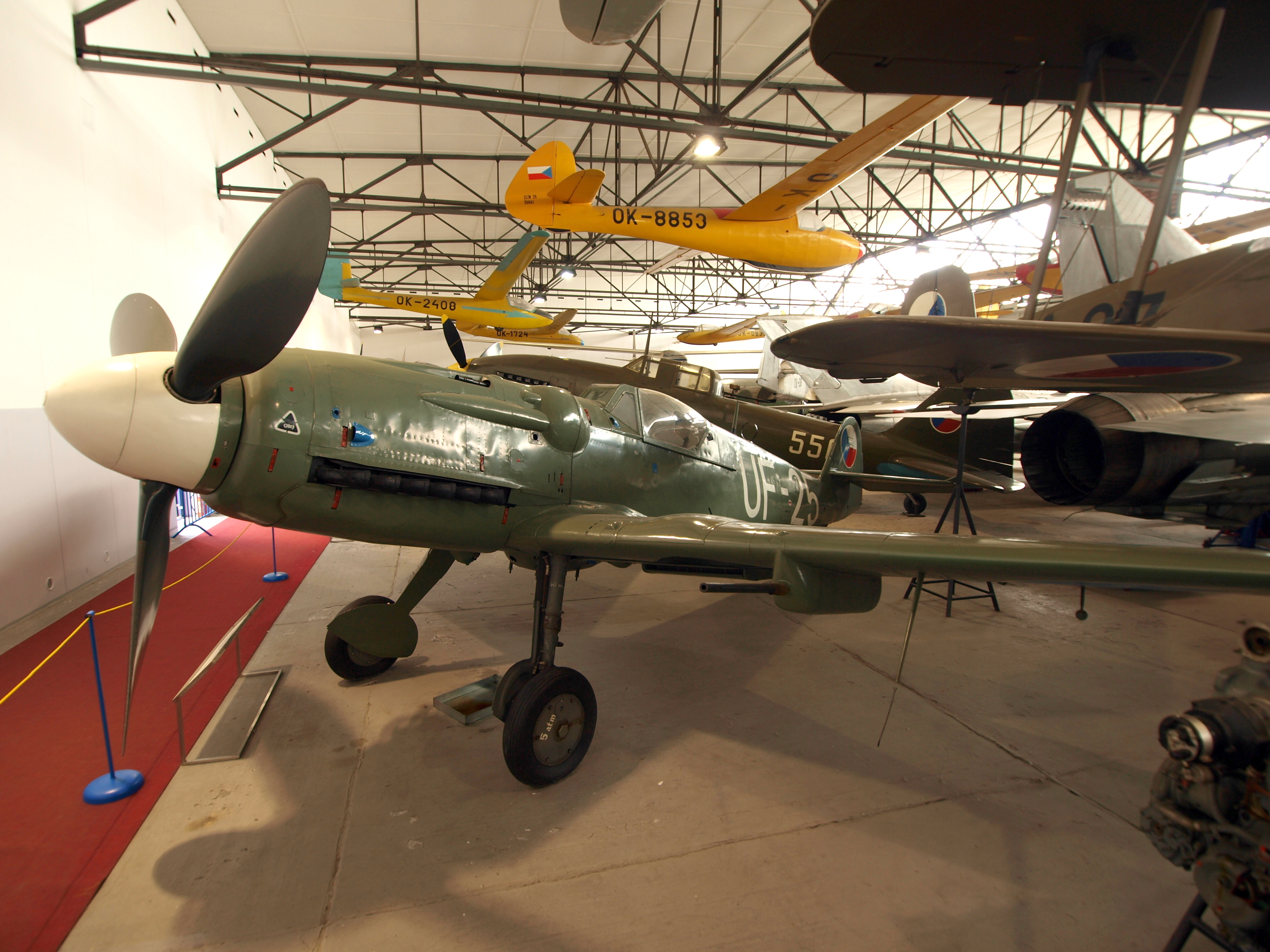
Avia S-199 avec marquages tchécoslovaques

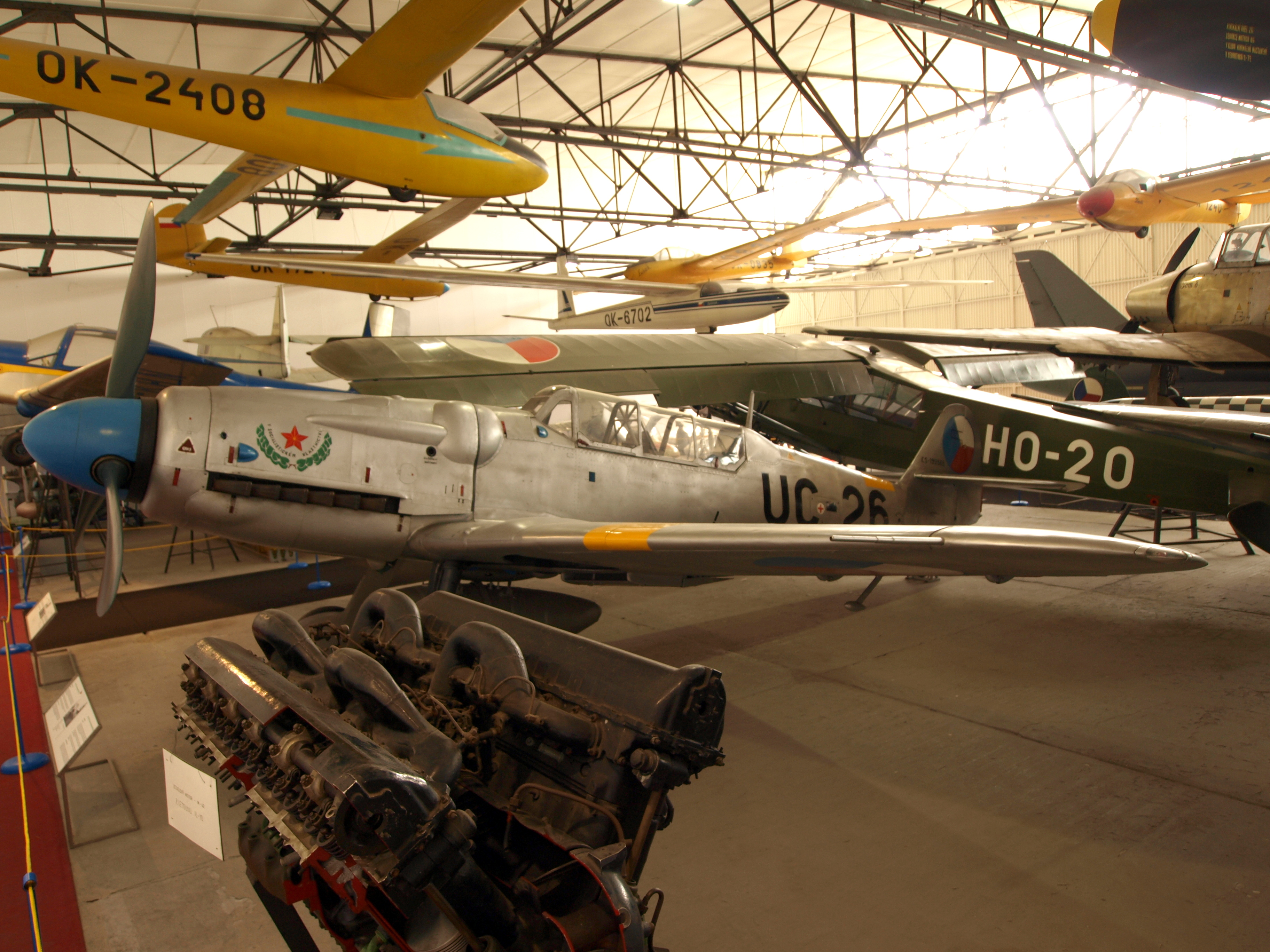
Avia CS-199 au musée de l'aviation de Prague-Kbely

- S-199 199178, UC-25, musée de l'aviation de Prague-Kbely[97],[98].
- CS-199 199565, UC-26, musée de l'aviation de Prague-Kbely[99],[100],[98].